# Курацукури-но Тори
Курацукури-но Тори (яп. 鞍作止利 / 鞍作鳥, «седельщик Тори») — японский мастер буддийской скульптуры начала VII века (периода Асука). Считается первым профессиональным скульптором Японии. Также известен как Тори бусси (яп. 止利仏師, «скульптор Тори»).
Курацукури-но Тори был сыном Сибы Тацуны, переселенца с материка корейского или китайского происхождения, который принадлежал к ремесленной корпорации седельщиков. Дед Тори, Сиба Татто, его отец и тётя, Сиба Симамэ, сыграли большую роль в распространении буддизма по Японии благодаря связям с континентальными буддистами. С юности он служил у принца Сётоку.
Курацукури-но Тори первым познакомил японских художников с северо-китайским стилем скульптуры династии Вэй. Он был автором шедевров культуры Асука: Будды из первого японского храмового комплекса Асука и триады Шакьямуни из Золотого зала храма Хорю-дзи. Большинство сохранившихся скульптур периода Асука принадлежат работавшим под его началом мастерам.